# Materialprüfanstalt Eberswalde

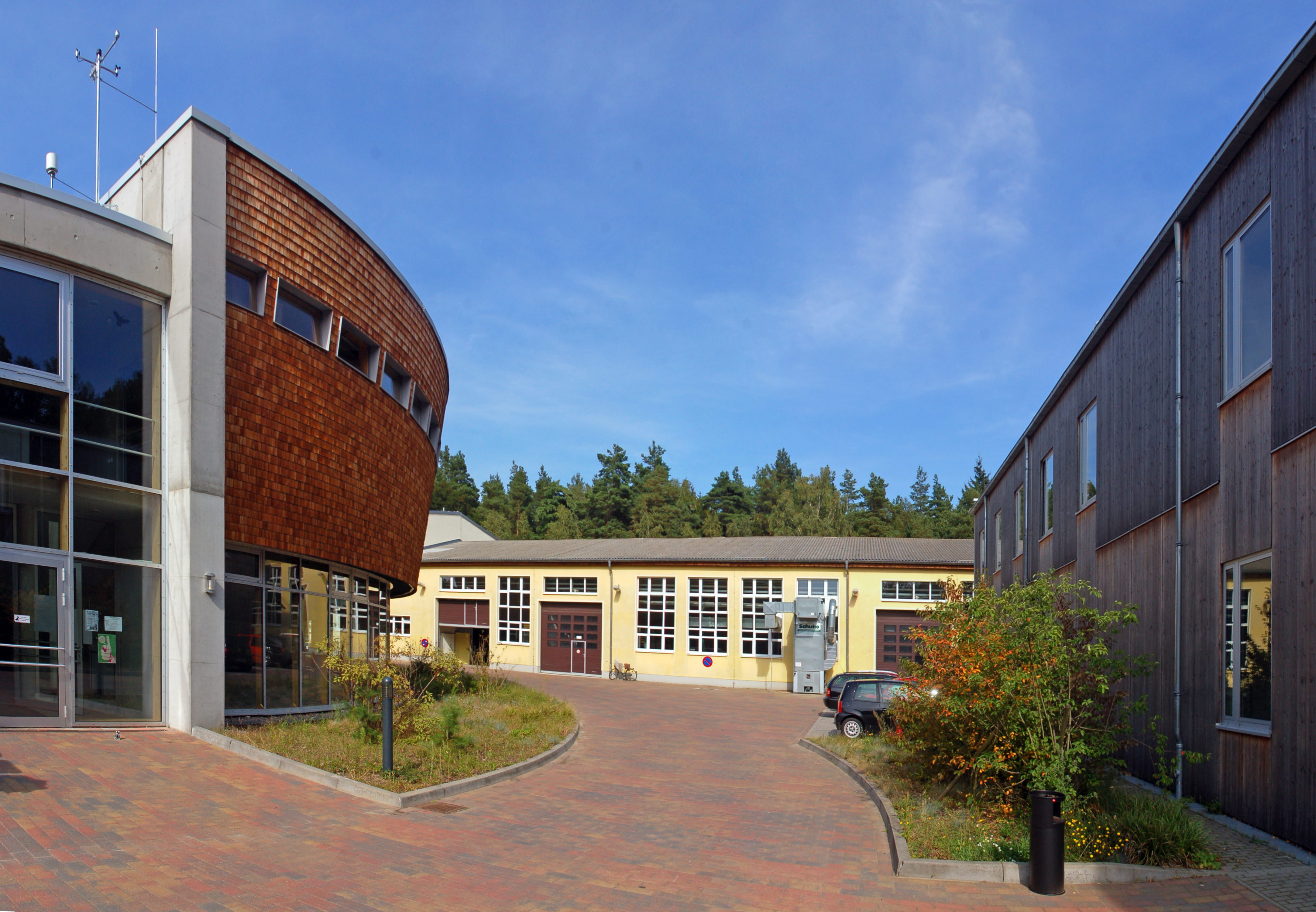
MPA Eberswalde (rechts)

Die Materialprüfanstalt Eberswalde ist aus einem Landesamt des Landes Brandenburg hervorgegangen, bis zum Jahr 2005 hieß sie Materialprüfungsamt Brandenburg. Eine Materialprüfanstalt hat die Aufgabe, im öffentlichen Interesse Prüfungen von Stoffen, Produkten, Anlagen und Verfahren mit dem Ziel durchzuführen, die Allgemeinheit gegen Gefahren zu sichern und die Wirtschaft in der Qualitätssicherung zu unterstützen. Die MPA Eberswalde ist ein unabhängiges Prüflabor und steht in keinem Über- oder Unterordnungsverhältnis. Sie ist Mitglied im Verband der Materialprüfungsanstalten und von der DAkkS akkreditiert.

## Lage
Die MPA Eberswalde hat ihren Firmensitz auf dem Gelände des Waldcampus der Hochschule für nachhaltige Entwicklung Eberswalde am südlichen Stadtrand von Eberswalde und betreibt ein Versuchsfeld im Eberswalder Stadtforst.

## Geschichte
Die MPA nahm nach 1992 auf dem Stadtcampus der damaligen Fachhochschule Eberswalde ihren Betrieb als Materialprüfamt auf. Kernpunkte waren die amtliche Materialprüfung für die heimische Wirtschaft, die Beteiligung an der Normungsarbeit und die Forschung und Entwicklung auf dem Gebiet der Materialprüfung.

## Aufgaben
Das MPA Eberswalde prüft überwiegend Hölzer und Holzwerkstoffe sowie Holzschutzmittel und Lebensmittel. Sie führt Wirksamkeitsprüfungen von Holzschutzmitteln für das Deutsche Institut für Gütesicherung und Kennzeichnung sowie das Deutsche Institut für Bautechnik und andere Zulassungsstellen nach allen anerkannten mykologischen und entomologischen Verfahren durch. Die MPA begutachtet Schäden an Holzbauwerken und -konstruktionen und bestimmt die Schaderreger und -ursachen. Auf Kundenwunsch erfolgt eine Überwachung von Bekämpfungsmaßnahmen, Gutachten zur Wirksamkeit von Holzschutzmitteln sowie die  Untersuchung gasförmiger Materialemissionen wie Formaldehyd und VOC.

## Weblink
- Materialprüfanstalt Eberswalde

Koordinaten: 52° 49′ 27,6″ N, 13° 48′ 40,1″ O